# IC 5122
IC 5122 је лентикуларна галаксија у сазвјежђу Јарац која се налази на листи објеката дубоког неба у Индекс каталогу.
Деклинација објекта је - 22° 24' 22" а ректасцензија 21h 39m 45,8s. Привидна величина (магнитуда) објекта IC 5122 износи 14,8 а фотографска магнитуда 15,8. IC 5122 је још познат и под ознакама ESO 531-14, AM 2137-225, NPM1G -22.0347, PGC 67123.